# William Fulton (Mathematiker)

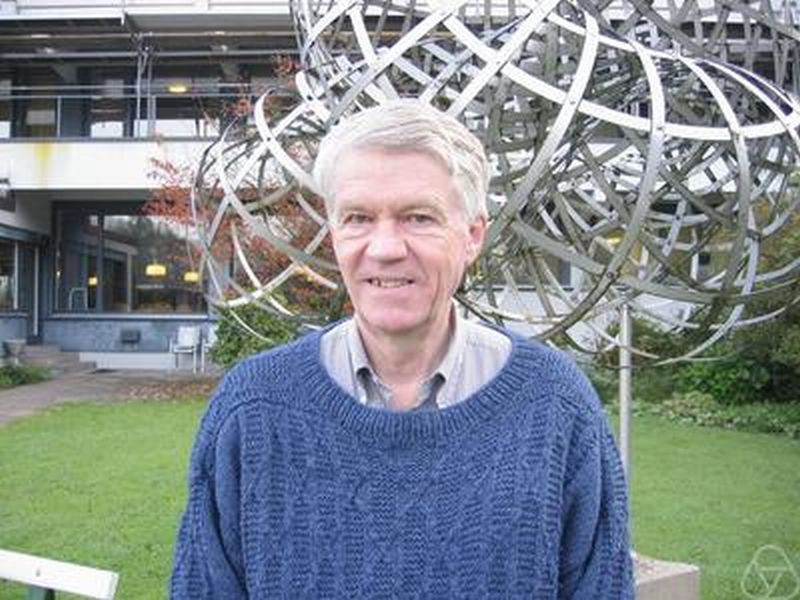
William Fulton, Oberwolfach 2006

William Fulton (* 29. August 1939 in Boston, Massachusetts) ist ein US-amerikanischer Mathematiker, der sich mit algebraischer Geometrie beschäftigt.

## Leben und Wirken
Fulton wuchs in Naugatuck (Connecticut) auf, studierte an der Brown University (Bachelor 1961) unter anderem bei Herbert Federer und wurde 1966 in Princeton (wo er bei John Milnor, Gorō Shimura, John Moore hörte) bei Gerard Washnitzer promoviert. Er war dann in Princeton und an der Brandeis University (1966 bis 1969), bevor er 1970 Associate Professor an der Brown University wurde, wo er ab 1975 Professor war. Ab 1987 war er an der University of Chicago, wo er seit 1995 Charles L. Hutchinson Distinguished Service Professor war. Ab 1998 war er an der University of Michigan, wo er Miner Keeler Professor für Mathematik ist. Er war unter anderem Gastwissenschaftler und Gastprofessor am IHES, MSRI, dem Institute for Advanced Study, der Columbia University (Eilenberg Professur), dem Mittag-Leffler-Institut, den Universitäten von Genua und Aarhus.
Fulton arbeitete insbesondere mit Robert MacPherson in den 1970er Jahren an der Schnitttheorie algebraischer Varietäten. Ihre Arbeit gab den älteren Ergebnissen der italienischen Schule der algebraischen Geometrie eine strenge Grundlage. 1981 führten sie die bivariante Theorie innerhalb der Kategorientheorie ein zum Studium singulärer Räume in der algebraischen Geometrie.
Fulton ist für mehrere Lehrbücher bekannt, insbesondere Algebraic Curves (entstanden aus Kursen an der Brandeis University, die er als Post-Doc hielt), Representation Theory und Intersection Theory. 1996 erhielt er für sein Lehrbuch „Intersection Theory“ den Leroy P. Steele Prize.
Er ist Mitglied der National Academy of Sciences und der American Academy of Arts and Sciences sowie der Königlich Schwedischen Akademie der Wissenschaften. 1980/81 war er Guggenheim Fellow. Er ist Fellow der American Mathematical Society. 2010 erhielt er den Leroy P. Steele Prize für sein Lebenswerk und insbesondere für seine neue Grundlegung der Schnitttheorie in den 1970er Jahren mit MacPherson. Hervorgehoben wurde in der Laudatio auch seine führende Rolle in der Lehre der algebraischen Geometrie in den USA, wobei er an seinen jeweiligen universitären Wirkungsstätten Schulen algebraischer Geometer gründete und mit mehreren seiner Lehrbücher und Übersichtsartikel künftige Forschungsfelder erschloss (neben Schnitttheorie: torische Varietäten, Schubert-Kalkül mit Verbindungen zur Darstellungstheorie und Invariantentheorie, Quantenkohomologie). 1995 bis 1998 gab er das Journal of the American Mathematical Society heraus.
1983 war er Invited Speaker auf dem Internationalen Mathematikerkongress in Warschau (Some aspects of positivity in algebraic geometry).
Zu seinen Doktoranden gehört u. a. Andrew Kresch.

## Schriften
- Algebraic Curves: An Introduction To Algebraic Geometry. Benjamin, New York 1969, Addison-Wesley, 1989, ISBN 0-201-51010-3.
- Introduction to Intersection theory in Algebraic Geometry. Springer, Ergebnisse der Mathematik und ihrer Grenzgebiete, 1984, 1998, ISBN 978-0-387-98549-7.
- mit Joe Harris: Representation Theory - A First Course. Graduate Texts in Mathematics, Springer, 1991, ISBN 978-0-387-97495-8.
- Introduction to Toric Varieties. Princeton University Press, Princeton 1993.
- Algebraic Topology – A First Course. Springer, Graduate Texts in Mathematics, 1995.
- Young Tableaux- with applications to representation theory and geometry. Cambridge University Press, 1993.
- mit Serge Lang: Riemann-Roch Algebra, Grundlehren der mathematischen Wissenschaften, Springer 1985
- mit Piotr Pragacz: Schubert Varieties and degeneracy loci. Springer, Lecture Notes in Mathematics (Sommerschule Thurnau 1995), 1998.
- Eigenvalues, invariant factors, highest weights, and Schubert calculus. Bulletin Amer. Math. Soc., Bd. 37, 2000, S. 209–249.
- mit Rahul Pandharipande: Notes on stable mappings and quantum cohomology. 1997, Online.